# Rodalia du Camp de Tarragone
 (décembre 2019).
Si vous disposez d'ouvrages ou d'articles de référence ou si vous connaissez des sites web de qualité traitant du thème abordé ici, merci de compléter l'article en donnant les références utiles à sa vérifiabilité et en les liant à la section « Notes et références ».
Rodalia de Tarragone est un service de trains de banlieue qui unit différentes villes du Camp de Tarragone.

## Services de Rodalia du Camp de Tarragone
Le service de rodalia comprend deux lignes qui améliorent la mobilité entre les 13 agglomérations du Camp de Tarragone. Au total, il y a 8 services de rodalia par sens entre Reus et Tarragone, la RT1, qu'il faut ajouter aux régionales en direction de Barcelone, ce qui fait qu'entre Reus et Tarragone, il y a 28 trains quotidiens et 27 en sens inverse. Pour la RT2, il y a 5 trains par direction et par jour.
En dehors des lignes de Rodalia, d’autres itinéraires long-courriers sont proposés. Les lignes régionales qui traversent actuellement le Camp de Tarragone sont les lignes R13, R14, R15, R16, Ca6 et d'autres lignes longue distance, parmi lesquelles la LGV Madrid-Barcelone.
| Ligne | Service de rodalia du Camp de Tarragone     |
| ----- | ------------------------------------------- |
|       | Reus / Tarragone                            |
|       | Hospitalet de l'Infant / Cambrils / L'Arboç |

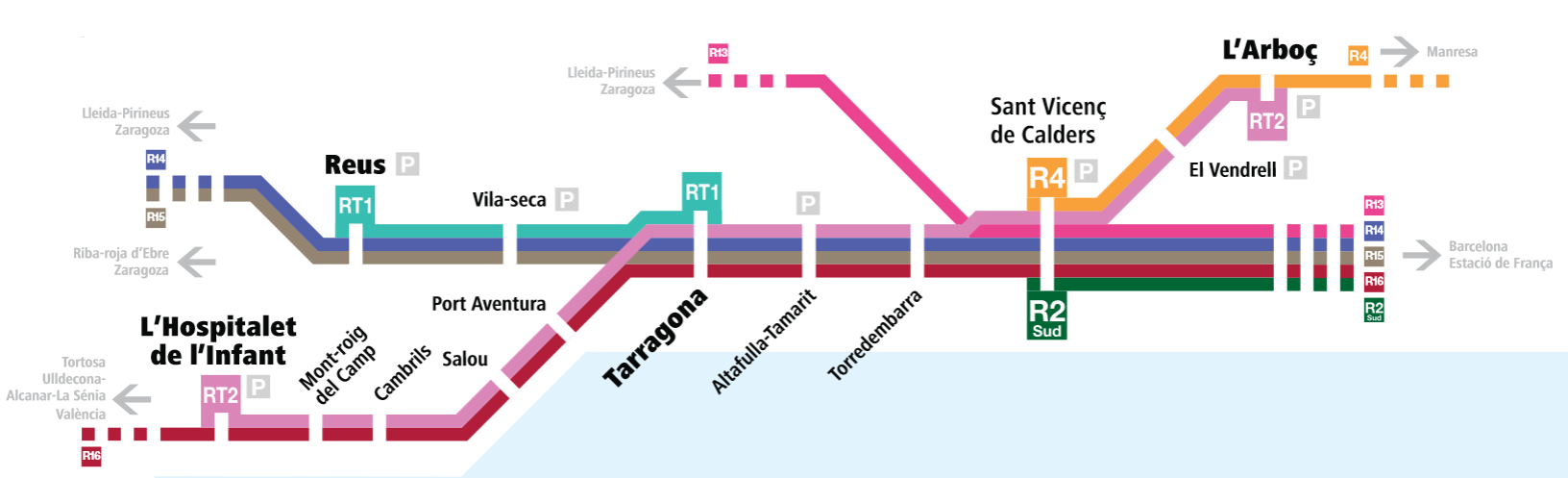
Carte du service de Rodalia du Camp de Tarragone des Rodalies de Catalunya.

Autres services faisant partie du Rodalia du Camp de Tarragone
Les lignes Régionales ou des Rodalia de Barcelone qui circule entre Reus et Tarragone et entre l'Arboç et l'Hospitalet de l'Infant, ont la fonction de Rodalia du Camp de Tarragone et sont également intégrées au système tarifaire de Tarragone.
| Ligne | Services régionaux                                           |
| ----- | ------------------------------------------------------------ |
|       | Barcelone - Gare de France / Lérida par Valls                |
|       | Barcelone - Gare de France / Lérida par Tarragone et Reus    |
|       | Barcelone - Gare de France / Reus / Riba-roja d'Ebre         |
|       | Barcelone - Gare de France / Tarragone / Tortosa / Ulldecona |

| Ligne | Service de rodalia de Barcelone                                                |
| ----- | ------------------------------------------------------------------------------ |
|       | Sant Vicenç de Calders / Manrèse par Vilafranca del Penedès                    |
|       | Sant Vicenç de Calders / Barcelone - Gare de France par Vilafranca del Penedès |

## Intégration tarifaire

ATM Camp de Tarragone

Le service de Rodalia du Camp de Tarragone, les régionaux qui passent par le Camp et les trains du service de Rodalia de Barcelone qui traversent la zone du Camp sont intégrés au système tarifaire de l'ATM Camp de Tarragone, comme différents opérateurs de bus dans la région, ce qui signifie que les utilisateurs peuvent voyager en bus et en train avec un seul titre de transport.
Les titres doivent être validés au début d’un voyage sur les lecteurs embarqués dans les bus ou sur les quais, ainsi qu’en cas de transfert, sauf pour ceux de train à train.
Les titres peuvent être obtenus au centre de service client (CAC) de l’ATM et à n’importe quel point rattaché au réseau de vente de l’ATM (kiosques, bureaux de tabac, entre autres) distribués par différentes villes du Camp de Tarragone.

## Antécédents

Rodalia de Tarragone selon le PTVC 2008-2012

Rodalia de Tarragone selon le plan territorial à l’horizon 2026

Le premier projet de service de rodalia pour le Camp de Tarragone figurait dans le plan territorial du Camp de Tarragone. Il était destiné à créer un service de Rodalia dans le Camp de Tarragone en tirant parti des infrastructures existantes, à transférer et à enterrer la ligne conventionnelle de la ville de Tarragone au centre-ville, à créer de nouveaux tronçons de ligne conventionnelle et à haute performance (haute vitesse) et la création d’un tramway et d’un train-tram. Avec cela, il était prévu de créer un système de rodalia dans les lignes avec la plus forte demande dans la région du Camp de Tarragone afin de promouvoir l'utilisation des transports en commun, de structurer le territoire et de créer des échanges entre le service conventionnel et le service à grande vitesse.
Le plan prévoyait la connexion aux sept capitales des comarques (Alt Camp, Baix Camp, Baix Penedès, Conca de Barberà, Priorat, Tarragonès et Vendrell). Le tronçon entre Tarragone et Reus serait sur une nouvelle trajectoire diagonale parallèle au T-11. La réhabilitation de la ligne Reus-Roda pour les voyageurs permettrait de relier Tarragone et Reus à Sant Vicenç de Calders via la gare centrale et la Secuita-Perafort (gare du Camp de Tarragone). L'intégration du chemin de fer dans la ville de Tarragone était également prévue, déplaçant la ligne actuelle de la côte allant du fleuve Francolí à la Budellera. De plus, la couverture du service dans la ville serait améliorée avec la création de nouvelles stations autour de l'Impériale Tarraco, Terres Cavades et La Budellera.

## Futur du réseau
Le noyau actuel du service Rodalia du Camp de Tarragone en est à la première phase de son déploiement.